# Molí de la Roca (l'Aleixar)
El Molí de la Roca és un antic molí de l'Aleixar (el Baix Camp) inclòs a l'Inventari del Patrimoni Arquitectònic de Catalunya.

## Descripció
Queden algunes parets en peu que corresponen a construccions de diverses èpoques, la més antiga sembla la de contenció de la bassa, on al seu damunt son visibles dos cacaus d'un metre de diàmetre dintre un encaix quadrat que fa la bassa.